# Zygochlamys patagonica
Zygochlamys patagonica is een tweekleppigensoort uit de familie van de Pectinidae. De wetenschappelijke naam van de soort is voor het eerst geldig gepubliceerd in 1832 door King & Broderip.